# Desmognathus carolinensis
Desmognathus carolinensis (tên tiếng Anh: Carolina Mountain Dusky Salamander) là một loài kỳ giông trong họ Plethodontidae.
Nó là loài đặc hữu của Hoa Kỳ.
Các môi trường sống tự nhiên của chúng là các khu rừng ôn hòa, sông, sông có nước theo mùa, suối nước ngọt, và vùng nhiều đá.
Nó bị đe dọa do mất nơi sống.